# Rivoluzioni di palazzo

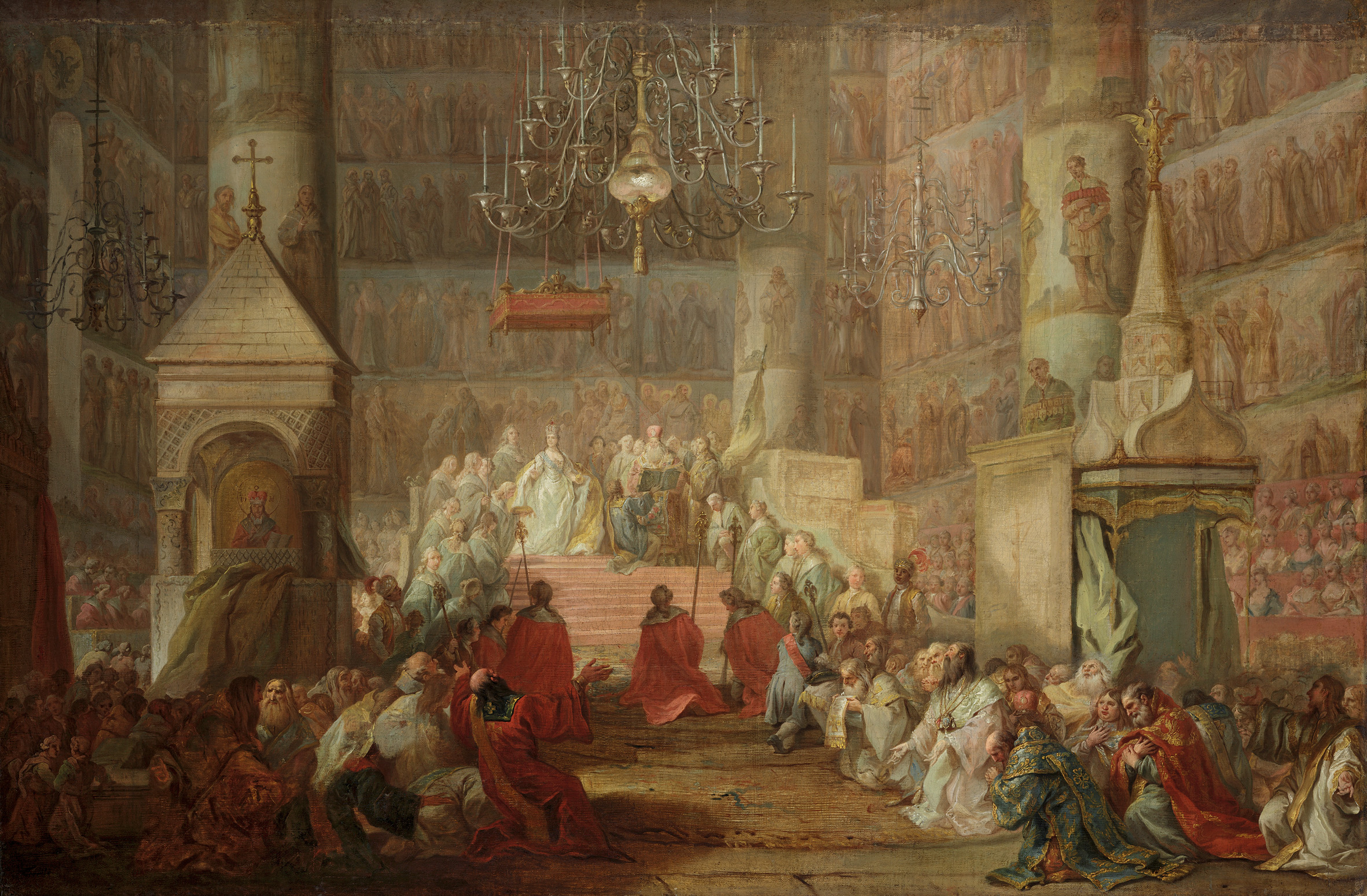
Stefano Torelli, Incoronazione di Caterina II

Con rivoluzioni di palazzo si intende un periodo della storia della monarchia russa che va dalla morte di Pietro I il Grande nel 1725 fino all'incoronazione dello Zar che ripristina il potere della monarchia, Caterina II nel 1762.
Pietro cambia le regole di successione al trono dopo aver ucciso il proprio figlio Aleksey, che si era opposto alle riforme paterne ed era diventato la figura-guida dei gruppi più conservatori. La nuova legge prevedeva che lo Zar potesse scegliere il suo successore, ma Pietro non riesce a fare questo prima della sua morte nel 1725. Nei dieci anni che seguono, l'assenza di chiare regole di successione lascia la monarchia aperta a intrighi, complotti, mosse e contromosse.
Comunque il fattore cruciale per ottenere il trono è sempre il supporto della Guardia di Palazzo a Pietroburgo. Dopo la morte di Pietro sale al trono sua moglie, Caterina I. Alla sua morte, nel 1727, viene incoronato Zar Pietro II, nipote di Pietro I. Nel 1730 Pietro II muore di vaiolo e Anna Ivanovna, figlia di Ivan V, che è stata co-reggente con Pietro sale al trono. La camarilla di nobili che mette Anna sul trono tenta di imporle numerose condizioni. Nella sua strenua lotta contro queste imposizioni Anna ha l'appoggio di altri nobili che temono l'evolversi dello stato in forma oligarchica.
In questo modo il principio autocratico continua ad avere una forte influenza malgrado le strenue lotte per il trono. Anna muore nel 1740 e un suo pronipote ancora minorenne viene proclamato Zar con il nome di Ivan VI. Dopo una serie di complotti questo viene rimpiazzato dalla figlia di Pietro I: Elisabetta (1741-1762). Durante il regno di Elisabetta, che ha in effetti maggior potere dei suoi predecessori, comincia ad emergere una cultura russa fortemente occidentalizzante. Tra gli eventi culturali di maggior rilevanza la fondazione dell'Università di Mosca (1755) e dell'Accademia Russa di Belle Arti (1757) ed il primo eminente scienziato e studioso russo, Mikhail Lomonosov.
Durante il regno dei successori di Pietro la Russia è molto attiva nei giochi di potere dell'Europa. Dal 1726 al 1761 è alleata con l'Austria contro l'Impero ottomano, appoggiato, di norma, dalla Francia. Nella Guerra di Successione Polacca (1733-1735) la Russia e l'Austria bloccano il candidato francese al trono di Polonia. In una gravosa guerra con l'Impero Ottomano (1734 -1739), la Russia acquisisce il porto di Azov. Il pieno inserimento della Russia nelle vicende europee avviene durante la Guerra dei Sette Anni (1756-1763) che venne combattuta in tre continenti tra Gran Bretagna e Francia con numerosi alleati da ambo i lati. In questa guerra la Russia permane nella sua alleanza con l'Austria ma questa cambia campo e si allea con la Francia contro la Prussia. Nel 1760 le forze russe sono alle porte di Berlino. Fortunatamente per il regno di Prussia Elisabetta muore nel 1762 ed il suo successore Pietro III firma un'alleanza con la Prussia a causa della sua grande ammirazione per il re prussiano Federico il Grande.
Pietro III ha un breve ed impopolare regno. Benché fosse nipote di Pietro I, suo padre era duca di Holstein-Gottorp, così che Pietro III era stato allevato in un ambiente luterano. I Russi lo considerano un forestiero. Non nascondendo il suo disprezzo per tutto ciò che è russo Pietro III crea molto risentimento imponendo metodi di addestramento prussiani nell'esercito russo, attaccando la Chiesa ortodossa russa e privando la Russia di una vittoria militare stabilendo l'alleanza con la Prussia. Facendo leva sullo scontento e temendo per la sua posizione la moglie di Pietro, Caterina, depone il marito con un complotto di corte ed il suo amante Aleksey Orlov successivamente lo uccide. Così nel 1762 Caterina diventa Caterina II, imperatrice di Russia.